# Dark Angel: Vampire Apocalypse
Dark Angel: Vampire Apocalypse es un videojuego de terror y acción y rol desarrollado y publicado por  Metro 3D para PlayStation 2. El juego fue lanzado exclusivamente en América del norte el 8 de julio de 2001.
Ambientado en el año 1670 en la tierra de Gothos, Dark Angel siguen a la protagonista mujer vampiro Anna, que se asigna a proteger tres aldeas de la malvada Sombra del Señor y su ejército. Anna no tiene más que un año para reunir la experiencia y los suministros necesarios para el enfrentamiento inevitable con el Señor de las Sombras. Con un estilo apocalíptico y terror inspirado en títulos como Diablo, En Dark Angel el jugador debe realizar misiones, explorar mazmorras aleatorias, y luchar contra hordas de monstruos. El juego permite asignar una gran variedad de armas y objetos al personaje.

## Desarrollo y lanzamiento
Dark Angel: Vampire Apocalypse fue anunciado originalmente en 1999 por Metro3D , Inc. estaba en desarrollo para la Dreamcast con un equipo de 21 personas, que también trabajó en el desarrollo de Metro3D , fue dirigido por Mark Jordan , vicepresidente de la compañía . el desarrollo, se compone de muchos miembros del expersonal de Atari y THQ. IGN informó que Dark Angel fue anunciado tanto para el Dreamcast y PS2 en la edición de octubre de 2000 de la revista Next Generation. Cuando el sitio web de contacto con el desarrollador , se les informó de que el juego sería lanzado para la PS2. En una entrevista en enero del 2001 entre el sitio web de GameSpot y Jordania , el desarrollador admitió sus planes para lanzar una versión de PS2 de Dark Angel en el finales del primer trimestre de 2001 y una versión de Dreamcast unos meses más tarde.
Según Jordan, la historia de Dark Angel pasó de "fascinación por la fantasía gótica ... el amor de personajes elegantes, y... el deseo de hacer un juego épico" del equipo de desarrollo. Fueron tomadas otros aspectos del desarrollo del juego desde juegos previamente exitosos. Juegos de animación de caracteres se inspiraron en propiedades, incluyendo Diablo, Strider y Fallout. El juego estaba destinado a ser estructurado como el último de los tres títulos, que permite al jugador para visitar una multitud de lugares y guardar en cualquier lugar. Un nuevo motor gráfico fue construido desde cero con "componentes cinemáticas inversas y efectos especiales similares a las vetas espada de la raya vertical en Soul Calibur". En una anterior versión de Dreamcast entrevista, Jordania citó Zelda 64 para el uso del juego de los cambios de punto de vista , dependiendo de la situación.
Metro3D pretende la versión Dreamcast de Dark Angel: Vampire Apocalypse utilizar VMU periférico de la consola para construir capacidades y habilidades del protagonista o artículos comerciales con otros jugadores. Aunque similar a su contraparte Dreamcast, la edición de PS2 era ofrecer mejoras gráficas, por lo que "el uso extensivo del procesador alfa PS2 ... con un poco de iluminación de la escena , con fuentes de luz de cuatro puntos". Como Jordan explicó a GameSpot , "También hacemos un montón de simulación en tiempo real para generar en tiempo real la niebla amorfa , explotando / botando papeles de carácter y efectos de partículas . Además, podemos lanzar más monstruos a usted en la PlayStation 2." Jordan destacó además a IGN capacidad gráfica de la PS2 para fuentes de luz reales de punto , haciendo que las partículas semi-transparentes , y la visualización de un gran número de polígonos. " Es muy bueno para que nos obliga a aprender el lenguaje ensamblador muy bien. Eso también es el aspecto más difícil", resumió Jordan. "Para luchar y obtener buenos resultados es lo que hace que el desarrollo de la PS2 que vale la pena ". Un sistema matemático azar se emplea para determinar los niveles , armas y enemigos. Por ejemplo , algunos enemigos pueden ser más ágil que otros o tener habilidades y resistencias especiales.
El lanzamiento del juego fue retrasado hasta principios de 2000 , a finales de 2000 y finalmente, a principios de 2001 . Se planificó un lanzamiento en Japón. El 20 de marzo de 2001, Metro3D anunció oficialmente su decisión de cancelar la versión para Dreamcast debido a menguante apoyo de los costos de la consola y de alta de desarrollo de empresas de terceros Dark Angel : Vampire Apocalypse fue lanzado oficialmente para la PS2 en América del Norte a partir de 13 de julio de 2001 Metro3D había dicho a la GameSpot que planea lanzar un juego de acción en primera persona ambientado en el universo Dark Angel para la PS2 a pesar de que los juegos que incluyen "Dark Angel II" y " Dark Angel : Anna Quest" se enumeran en el desarrollo de la página web de la empresa.

## Recepción
El juego obtuvo muchas críticas negativas, estas critican su mala jugabilidad y su historia.